# 奥森·克伦尼克
歐森·昆尼克（英語：Orson Krennic）是《星球大战》中的一个反派角色，由澳洲演员班·曼德森在《侠盗一号》中饰演。昆尼克是银河帝国军方先进武器研究中心的总管。人物首次在2016年詹姆斯·卢森诺的小说《催化：侠盗一号前传》中出现。

## 人物

### 起源
工业光魔的首席创意总监约翰·诺尔在2016年告诉名利场当他在2005年做《星球大战III：西斯的复仇》的特效管理时就想出了《侠盗一号》的情节。当时听闻《星球大战》电视剧的发展，又根据1977年的星战开场字幕，约翰构思出了故事情节。在诺尔最早的电影故事剧本中，昆尼克是琴·厄索队伍中向帝国安全局汇报情况的双面特工。但当加里·怀塔从国外加入写作时，他改变了这一设定。

### 演员挑选
2015年3月，班·曼德森被选中担任侠盗一号中的主角。曼德森在一场采访表示，在拍摄血脉时，他曾与导演加雷斯·爱德华一起用餐，后者告诉了他此事。“他告诉了我整个故事和主要人物，然后他说：我要求你加入。”随后，曼德森答应了这一请求。

### 描述
曼德森在与Collider.com的采访中谈到他的角色时说道：“大体上，他是一个局外人。他并非生来就是军官级的人物，他一步步走向更高的地位，却尊敬许多德不配位的上级。”曼德森还提到：“他出类拔萃，具有强大的意志力，同时非常相信帝国的目的以致与之同流合污。他步步高升，最终成为了军事情报及行动部门的负责人且建起了死星。”

## 簡介

### 早期经历
昆尼克与盖伦·厄索一同参加布伦塔尔的共和国未来计划，有同窗之谊。他善于社交，有领导力，能把有权有钱的人和有科研才华的人联系在一起。
毕业后，歐森·昆尼克加入共和国工程兵团。他很快成为领导，监督一个又一个大型项目的建设。由于他的帮助，盖伦成为应用科学研究院的客座教授。
複製人战争爆发一年后，已升任少校的歐森·昆尼克从工程兵团被秘密选入共和国战略咨询室的特种武器小组，担任协调员。并参与战斗太空站建造计划(即未来的死星)。又因一系列事件与盖伦保持友谊。

### 侠盗一号
侠盗一号于2016年12月上映，班·曼德森饰演歐森·昆尼克。在影片中，昆尼克是银河帝国的军方先进武器研究中心总管兼死星工程的总监。死星是一所具有摧毁星球能力的太空站。昆尼克对塔金总督有深深的敌意，因为后者将在完工后接受死星。为了证明死星的威力，昆尼克下令用高能激光炮用低功率射击杰达首都。祝贺昆尼克前，塔金总督用菩提·魯克的叛逃和泄密作为接管死星的借口来斥責昆尼克。昆尼克一怒之下来到伊杜，并质问死星建造者盖伦·厄索及其团队有关泄密一事。盖伦坦白是自己泄密后，反抗軍的突袭就杀死了他。昆尼克便离开伊杜。昆尼克之后与达斯·维达在穆斯塔法会面，希望能在皇帝面前得到维达的支持。但维达解除了昆尼克的任命并威胁了他。在斯卡里夫戰役中，昆尼克现身于斯卡里夫星。他調派死亡特種兵對付反抗軍，並在帝國資料庫的混戰中击中了卡西恩·安道爾。但最终塔金从死星上开火，摧毁了斯卡里夫基地，昆尼克也因此陣亡。

### 相关作品和周边
昆尼克出现于亚历山大·弗瑞德的电影小说侠盗一号中。昆尼克是2015年动作射击游戏星球大战:前线中可选角色，亦是2016年"侠盗一号:斯卡里夫"资料片中的追加下载内容

## 引用來源
1. ↑  King, Darryn. . Vanity Fair. 2016-12-12  [2016-12-22]. （原始内容存档于2020-11-11）.
2. ↑  Kushins, Josh. . New York: Abrams Books. 2016. ISBN 978-1-4197-2225-7.
3. ↑  Fleming Jr, Mike. . deadline.com. March 25, 2015  [March 30, 2015]. （原始内容存档于2015-03-29）.
4. ↑  .   [December 29, 2016]. （原始内容存档于2018-10-10）.
5. ↑  .   [December 29, 2016]. （原始内容存档于2020-11-22）.
6. ↑  Osborn, Alex. . IGN. December 20, 2016  [December 26, 2016]. （原始内容存档于2020-07-29）.